# Escritura asémica

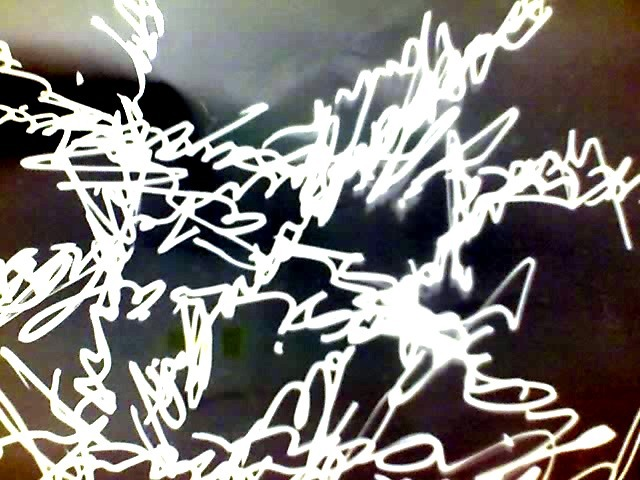
Escritura asémica de Marco Giovenale.

La escritura asémica es una forma de escritura semántica abierta carente de palabras. La palabra asémica significa «que no tienen contenido específico semántico», o «sin la unidad más pequeña de lo que significa». Con la no especificidad de la escritura asémica surge un vacío de significado, que queda para que el lector lo llene e interprete. Todo esto es similar a la forma en que se deduciría el significado de una obra de arte abstracta. Donde la escritura asémica se distingue entre las tradiciones del arte abstracto es en el uso asémico por parte del autor de la restricción gestual y la retención de las características físicas de la escritura, como líneas y símbolos. La escritura asémica es una forma de arte híbrida que fusiona texto e imagen en una unidad, y luego la deja libre para interpretaciones subjetivas arbitrarias. Puede compararse con la escritura libre o la escritura por sí misma, en lugar de escribir para producir un contexto verbal. La naturaleza abierta de las obras asémicas permite que el significado se produzca a través de la comprensión lingüística; un texto asémico puede "leerse" de manera similar independientemente del lenguaje natural del lector. Múltiples significados para un mismo simbolismo son otra posibilidad para un trabajo asémico, es decir, la escritura asémica puede ser polisemántica o tener significado nulo, significados infinitos, o su significado puede evolucionar con el tiempo. Las obras asémicas dejan que el lector decida cómo traducir y explorar un texto asémico; en este sentido, el lector se convierte en cocreador de la obra asémica.
En 1997, los poetas visuales Tim Gaze y Jim Leftwich aplicaron por primera vez la palabra asémica para nombrar sus gestos de escritura cuasi caligráficos. Después comenzaron a distribuirlos en revistas de poesía tanto en línea como impresas. Los autores exploraron las formas de escritura subverbales y subletrales y la asemia textual como una opción creativa y una práctica intencional. Desde finales de la década de 1990, la escritura asémica se ha convertido en un movimiento artístico y literario mundial. Ha crecido especialmente en la primera parte del siglo XXI, aunque hay un reconocimiento de una historia larga y compleja, que precede a las actividades del actual movimiento asémico, especialmente en lo que respecta a la caligrafía abstracta, la escritura sin palabras y la escritura verbal dañada más allá. el punto de legibilidad. Jim Leftwich ha declarado recientemente que una condición asémica de una obra asémica es un objetivo imposible, y que no es posible crear una obra de arte o literaria completamente sin significado. Ha comenzado a utilizar el término "pansémico" para describir este tipo de trabajo. Otros, como el autor Travis Jeppesen, han encontrado que el término asémico es problemático porque «parece inferir una escritura sin significado».

## Estilos
La escritura asémica existe en muchas formas diferentes. A menudo se crea con un bolígrafo o pincel, pero puede variar desde ser dibujado a mano en la arena con un palo y documentado con fotografías, o trabajos en lienzo, papel, imágenes de computadora y animaciones  La clave de la escritura asémica es que, aunque tradicionalmente es "ilegible", todavía mantiene un fuerte atractivo para el ojo del lector. Varias escrituras asémicas incluyen pictogramas o ideogramas cuyos significados a veces son sugeridos por sus formas, aunque también puede fluir como un garabato expresionista abstracto que se asemeja a la escritura pero evita las palabras. La escritura asémica, a veces, existe como una concepción o sombra de las prácticas de escritura convencionales. Reflejando la escritura, pero sin existir completamente como un sistema de escritura tradicional, la escritura asémica busca hacer que el lector se mueva en un estado entre leer y mirar. La escritura asémica no tiene sentido verbal, aunque puede tener un sentido textual claro. A través de su formato y estructura, la escritura asémica puede sugerir un tipo de documento y, por tanto, sugerir un significado. La forma de arte sigue siendo la escritura, a menudo de forma caligráfica, y depende del sentido del lector y del conocimiento de los sistemas de escritura para que tenga sentido, o puede entenderse a través de la intuición estética. La verdadera escritura asémica ocurre cuando el creador de la pieza no puede leer su propia escritura. La escritura asémica relativa es un sistema de escritura natural que algunas personas pueden leer pero no todos (por ejemplo, cifrados, estilo salvaje, etcétera). La mayor parte de la escritura asémica se encuentra entre estos dos extremos. Influencias en ella son ilegibles, inventadas o guiones primarios (pinturas rupestres, garabatos, dibujos infantiles...). Pero en lugar de ser considerado como el mimetismo de expresión preliteraria, puede ser considerada como un estilo postalfabetizado mundial de escritura que utilice todas las formas de creatividad en busca de inspiración. Otras influencias en la escritura asémica son los lenguajes extraterrestres en la ciencia ficción, los lenguajes artísticos, los sigilos, las escrituras no descifradas y el graffiti. Los usos de ésta incluyen la estimulación de ideas mentales y creativas, la comunicación no verbal, la meditación, los engaños y la autoexpresión general del autor.

## Historia
La escritura asémica ocurre en la literatura y el arte de Vanguardia con fuertes raíces en las  primeras formas de escritura. La historia del movimiento asémico actual proviene de dos calígrafos chinos: el "loco" Zhang Xu, un calígrafo de la dinastía Tang (alrededor del 800 d. C.) que fue famoso por crear caligrafía salvaje e ilegible, y el joven monje "borracho" Huaisu, que también sobresalía en la caligrafía cursiva ilegible. Posteriormente, los calígrafos japoneses ampliaron la expresión caligráfica abstracta china de Hitsuzendō (el camino del Zen a través del pincel), permitiendo que sus obras pasen de la presentación formal y «respiren con la vitalidad de la experiencia eterna».
En la década de 1920, Man Ray, quien fue influenciado por el Dadaísmo, creó una obra temprana de escritura sin palabras con su poema Paris, Mai 1924, que no es más que guiones en una página. Más tarde, en la década de 1920, Henri Michaux, quien fue influenciado por la caligrafía asiática, el surrealismo y la escritura automática, comenzó a crear obras sin palabras como Alphabet (1925) y Narration (1927). Michaux se refirió a sus obras caligráficas como «Gestos interiores». El escritor y artista Wassily Kandinsky fue uno de los primeros precursores de la escritura asémica, con su obra lineal Indian Story (1931) que ejemplifica la abstracción textual completa.
En la década de 1950, florece Brion Gysin (cuya caligrafía fue influenciada por la caligrafía árabe y japonesa), Isidore Isou (que fundó el letrismo), Cy Twombly (ex-criptólogo del Ejército de los EE. UU.), y el Grupo Bokujin-kai (Sociedad de las Personas de la Tinta), fundado por Morita Shiryū entre otros, todos los cuales expandieron la escritura a marcas visuales ilegibles, abstractas y sin palabras; ayudarían a sentar las bases de los escritores asémicos del futuro. Mira Schendel fue una artista brasileña que creó muchas obras ilegibles a lo largo de su vida, por ejemplo, su obra Archaic Writing (1964). Mirtha Dermisache es otra escritora que había creado la escritura asémica desde la década de 1960. Dermisache dijo activamente que a pesar de que sus grafismos no tienen significado, aún conservaban todos los derechos de una obra autónoma. En 1971, Alain Satié lanzó su obra Écrit en prose ou L'Œuvre hypergraphique, que contiene escritura asémica a lo largo de toda la novela gráfica. León Ferrari fue otro artista y poeta que creó muchas obras asémicas entre las décadas de 1960 y 1970, como Escritura (1976). 1974 vio el lanzamiento de la obra de Max Ernst Maximiliana: La práctica ilegal de la astronomía: hommage à Dorothea Tanning; este libro es una gran influencia en escritores asémicos como Tim Gaze, Michael Jacobson, y Derek Beaulieu. Roland Barthes también estuvo involucrado con dicha escritura; tituló sus obras Contre-écritures.
Un ejemplo moderno de escritura asémica es el Codex Seraphinianus de Luigi Serafini (1981). Serafini describió el guion del Codex como asémico en una charla en la Sociedad de Bibliófilos de la Universidad de Oxford celebrada el 8 de mayo de 2009. En la década de 1980, el artista chino Xu Bing creó Tiānshū, o Un libro del cielo, que es una obra de libros y pergaminos colgantes en los que se imprimieron 4000 caracteres sin sentido tallados a mano. La década de 1980 también dio a conocer al artista Gu Wenda, que comenzó la primera de una serie de proyectos centrados en la invención de ideogramas chinos falsos y sin sentido, representados como si fueran realmente antiguos y tradicionales. Una exposición de este tipo se llevó a cabo en Xi'an en 1986, con pinturas de ideogramas falsos a gran escala. También en China, durante la década de 1990, surgió un movimiento de caligrafía abstracta conocido como "Caligrafía-ismo", uno de los principales defensores de este movimiento fue Luo Qi. El caligrafía-ismo es un movimiento estético que tiene como objetivo convertir la caligrafía en un arte abstracto. Los caracteres no necesitan conservar sus formas tradicionales ni ser legibles como palabras. En Vietnam durante la década de 2000, apareció un grupo de caligrafía llamado Zenei Gang of Five. Para este grupo de jóvenes artistas, “sin palabras” significa lo que no se puede decir, lo que está tanto antes como más allá de la especificidad del nombre. Estar sin palabras es no decir nada y decirlo todo.
Satu Kaikkonen, un artista y escritor asémico contemporáneo de Finlandia, dijo lo siguiente sobre la escritura asémica:

Como creador de la escritura asémica, me considero un explorador y un narrador global. El arte asémico, después de todo, representa un tipo de lenguaje que es universal y está alojado en lo profundo de nuestra mente inconsciente. Independientemente de la identidad del lenguaje, los intentos iniciales de cada ser humano de crear un lenguaje escrito se ven muy similares y, a menudo, bastante asémicos. De esta manera, el arte asémico puede servir como una especie de lenguaje común, aunque abstracto, post-alfabetizado, que podemos usar para entendernos unos a otros sin importar el origen o la nacionalidad. A pesar de su funcionalidad torpe, el lenguaje semántico con demasiada frecuencia divide y empodera asimétricamente, mientras que los textos asémicos no pueden evitar poner a personas de todos los niveles de alfabetización e identidades en pie de igualdad.

Bruce Sterling comenta sobre la escritura asémica en su blog de Wired 'Beyond the Beyond: 

Escritura que no tiene ninguna escritura real en absoluto. Uno pensaría que esto debe ser una especie de frontera literaria definitiva, una Antártida congelada de escritura completamente desprovista de contenido literario, pero me pregunto.

¿Qué hay “más allá de la escritura asémica”? Tal vez un escáner cerebral neuronal de un autor *pensando en* escritura asémica. Quizás *escritura asémica generativa*. Quizás “biomimetismo asémico”. Tal vez escritura nanoasemica inscrita con microscopios de fuerza atómica por inteligencias artificiales.

## Sistemas de escritura falsa
Los sistemas de escritura falsa son alfabetos o escrituras construidos artificialmente que se utilizan (a veces dentro del contexto de un documento falso) para transmitir cierto grado de verosimilitud. Ejemplos de esto incluyen diálogos extraterrestres en tiras cómicas, dibujos animados y novelas gráficas (como The League of Extraordinary Gentlemen de Alan Moore y las series Valérian y Laureline). El autor confirmó que la escritura del Codex Seraphinianus de 1981 de Luigi Serafini no tenía ningún significado oculto. El manuscrito Voynich, una obra misteriosa en la que probablemente se basó el Codex Seraphinianus, utiliza un  sistema de escritura no descifrado que algunos han especulado que es falso.

## Galería

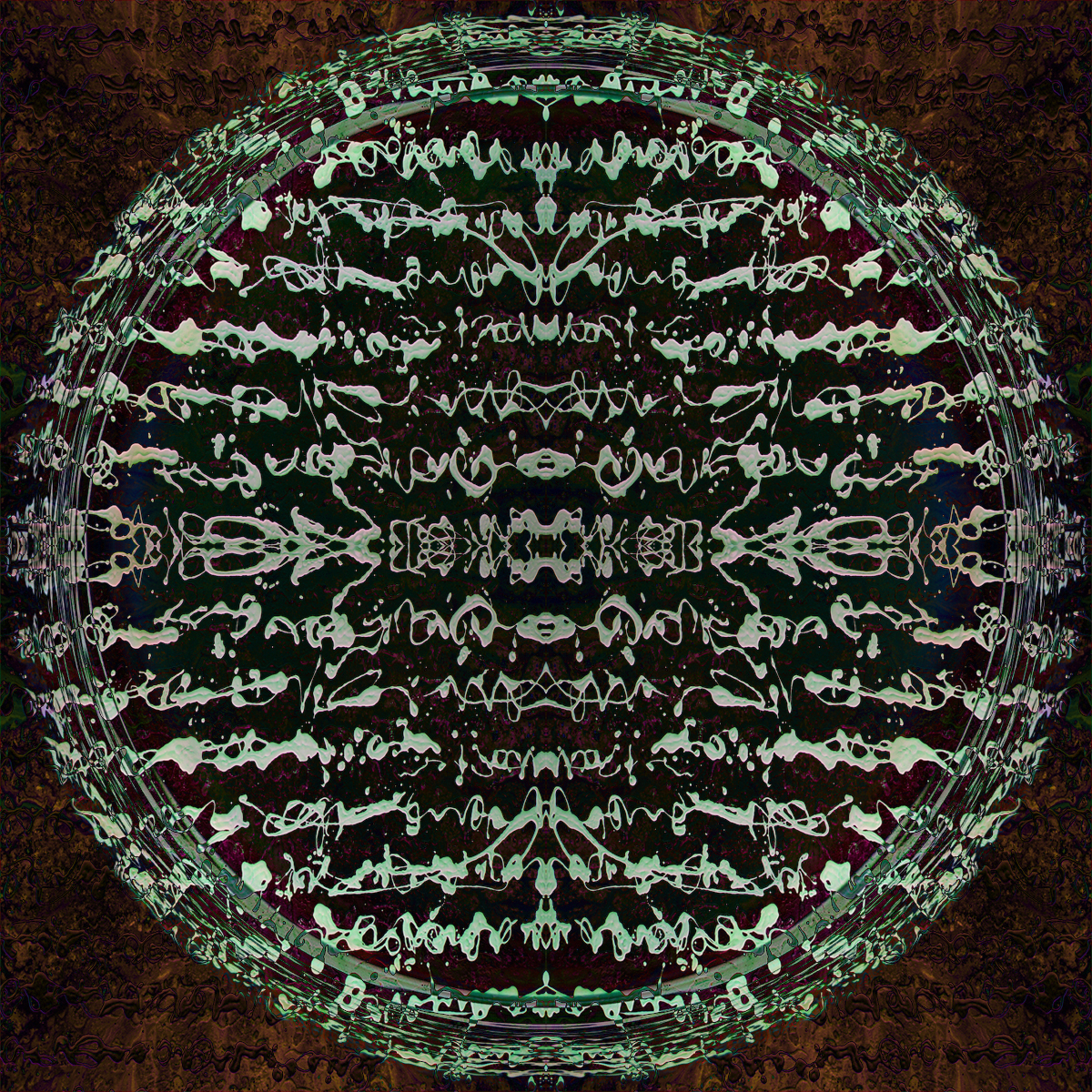
Escritura asémica de Jean-Christophe Giacottino
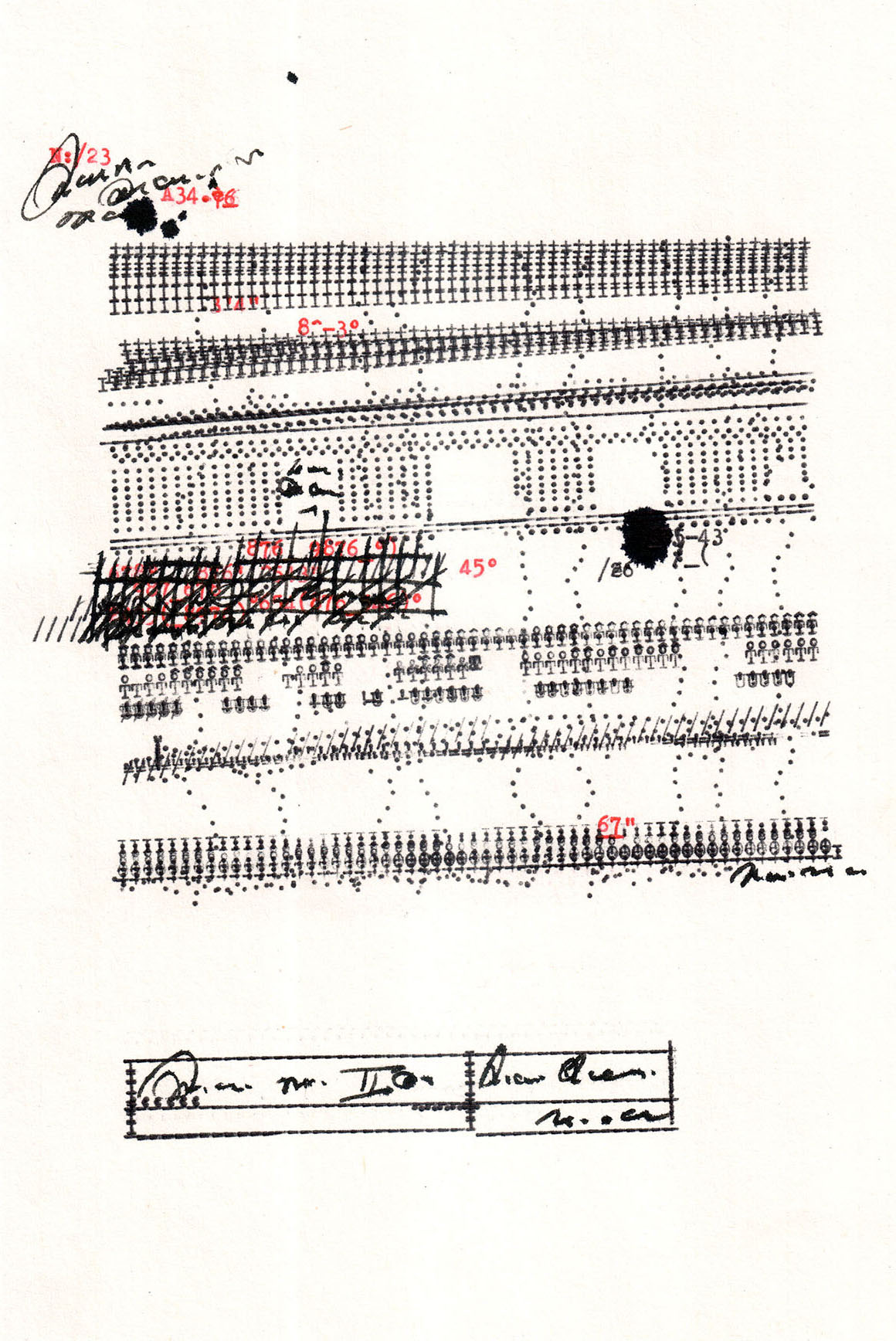
Caligrafía y sismógrafo de Federico Federici.
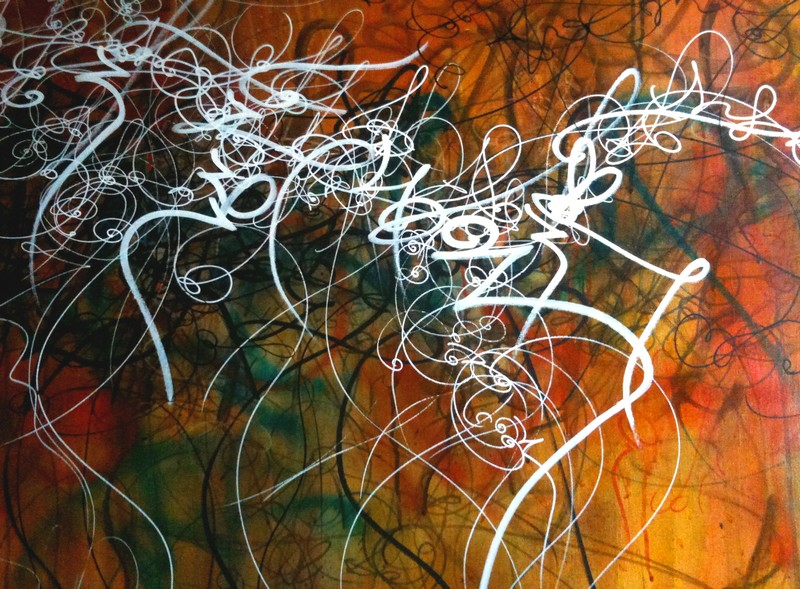
Post-Graffiti asémico de Nuno de Matos (AKA Matox).
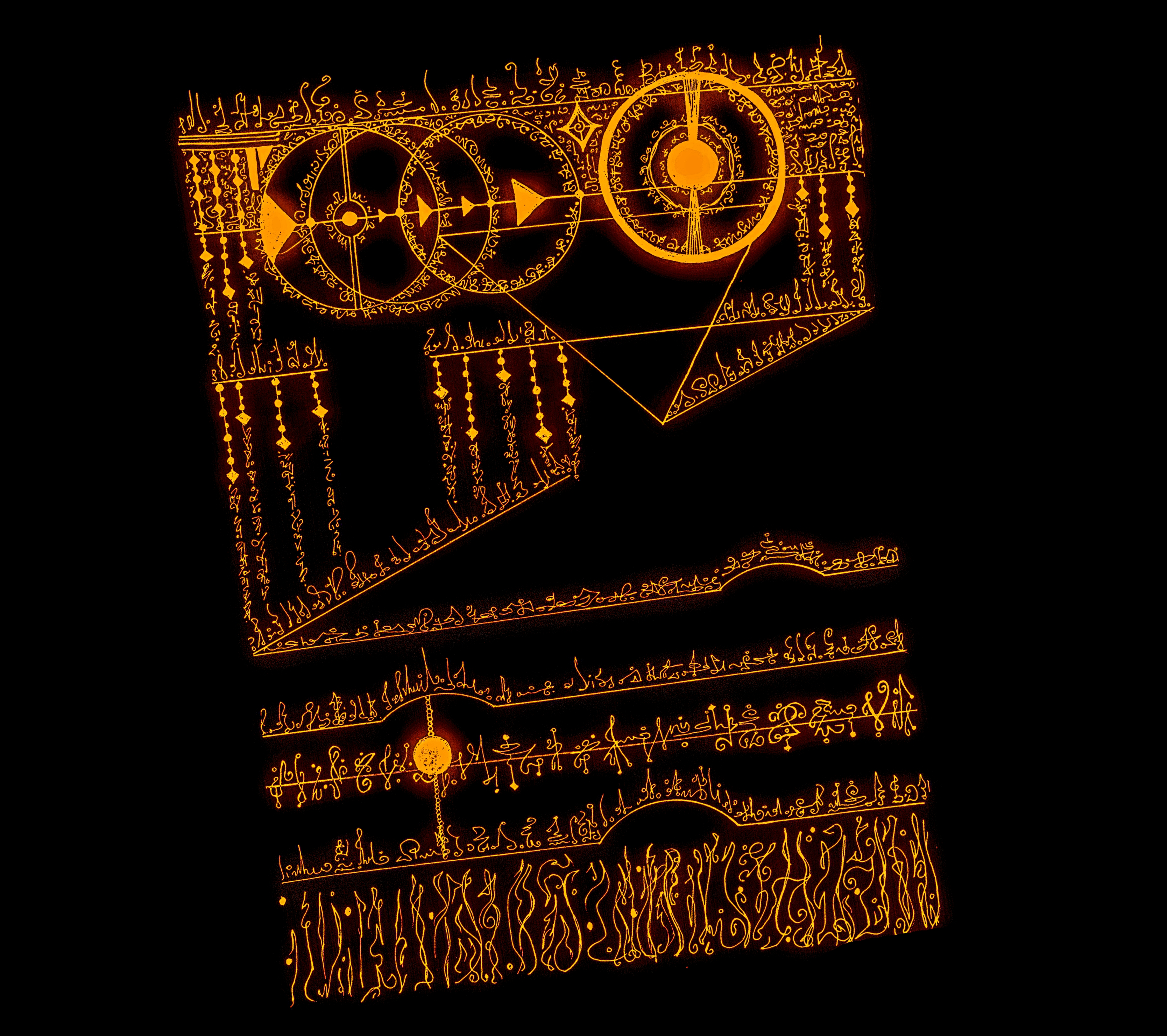
Las ruedas de la transformación, Escritura asémica de Tatiana Roumelioti